# Wang Bowen
Wang Bowen (chino: 王博文, pinyin: Wang Bowen) (18 de mayo de 1994). Es un cantante, actor y exatleta chino. Él fue un atleta profesional de tenis de mesa, en 2013 participó en el programa " Happy Boys", luego lanzó su sencillo "这个夏天" y el photobook "十九岁的变奏曲".

## Biografía

### Deporte
Nació en una familia de deportistas, su padre era un jugador de tenis de mesa, Bowen comenzó su entrenamiento a los 6 años. En 2009 formó parte del equipo provincial de tenis de mesa en Liaoning, además ganó en nombre de su provincia el título "National Junior Tennis Championship" ese mismo año el equipo nacional lo seleccionó para formar parte del equipo.

### Cantante
En 2010 participó en el programa "Happy Boys", ganó el Top 25, división Hangzhou, ese mismo año participó en Taiwán en el programa "超级星光大道7" (en inglés: "Super Star Avenue 7") Top 10 División continental, debido a problemas de visado no pudo continuar el concurso en Taiwán, en noviembre del mismo año volvió a participar en "Super Star Avenue 7" desafío reservado para el año siguiente, en enero..
En 2013 participó en "Super Boys" de la cadena Hunan TV, ganó en Beijing el Top 10 y Top 30 a nivel nacional, gracias a esta oportunidad firmó con la agencia 电童文化 (Power Tong Culture) y lanzó el sencillo "这个夏天" y el photobook "十九岁的变奏曲".
En 2014 realizó presentaciones en Guangdong TV "跨年演唱会", Shanxi TV "春晚", Hubei TV "少儿春晚", entre otros programas. En octubre del mismo año, lanzó su primer álbum "重生".
En enero de 2015, lanzó junto a Ining Wei, ChaneL y Crayon Pop el sencillo "123 新年好" (english: 123 Happy New Year), el 31 de enero de ese año, fue ganador del premio "第十届劲歌王金曲金榜年度音乐盛典" (english: Music King) categoría (New Mainland Singer / Nuevo cantante continental), en julio, lanzó la canción "最需要的时候你离开" que cuenta con la colaboración de Wang Rui, ese mismo año el 5 de diciembre, se le otorgó el premio "年度乐坛进步奖" (english: 9+2 Music Pioneer Awards), número uno en los ranking radiales de música China.

## Filmografía

### Web Dramas
| Año  | Título                          | Personaje    | Notas |
| ---- | ------------------------------- | ------------ | ----- |
| 2016 | 器灵第一季 (Weapon & Soul)      | Bai Tian Luo |       |
| 2017 | 青春最好时 (When we were young) | Li Bai       |       |

### Cortometraje
| Año  | Título   | Personaje | Notas |
| ---- | -------- | --------- | ----- |
| 2014 | 我的23岁 | Xia Gang  |       |

### Películas
| Año  | Título                                   | Personaje     | Notas            |
| ---- | ---------------------------------------- | ------------- | ---------------- |
| 2014 | 加油，彩色梦 (Come on, colorful dream)   |               | papel principal  |
| 2014 | 轻羽青春 (Feather of youth)              | Chen Shaoyang | papel principal  |
| 2016 | 不可抗力之男仆的秘密 (Uncontrolled Love) | Shu Nian      | papel principal  |
| 2016 | 不可抗力爱上你 (Uncontrolled Love 2)     | Shu Nian      | papel principal  |
| 2016 | 恋恋有声 (Love Song)                     | Wang Xiaobai  | papel secundario |

### Programas de variedades
| Año  | Programa       | Notas                |
| ---- | -------------- | -------------------- |
| 2018 | Give Me Five 2 | (ep. #10) - invitado |
| 2017 | Happy Camp     | invitado             |

### Revistas / sesiones fotográficas
| Año  | Título        | Notas |
| ---- | ------------- | ----- |
| 2020 | SOLO Magazine |       |

## Publicaciones

### Libros fotográficos
| Año  | Título                               | Notas |
| ---- | ------------------------------------ | ----- |
| 2013 | 十九岁的变奏曲 (A nineteen year old) |       |

## Apariciones en programas
| Año        | Canal              | Título                          | Notas              |
| ---------- | ------------------ | ------------------------------- | ------------------ |
| 02-01-2011 | CTV                | 超级星光大道                    |                    |
| 2013       | Hunan TV           | 男声学院                        |                    |
| 2013       | Hunan TV           | 想唱就唱                        |                    |
| 2013       | Hunan TV           | 快乐男声 (Happy Boy)            | Participante       |
| 2013       | Kaku TV            | 挑战小学生                      |                    |
| 18-12-2013 | BTV                | 谁敢挑战小学生                  |                    |
| 2014       | Guangdong TV       | 跨年晚会                        |                    |
| 10-01-2014 | Qinghai TV         | 好好学习吧                      |                    |
| 23-10-2014 | IQIYI              | 美食新鲜事                      |                    |
| 04-12-2014 | MTV                | 天籁村                          |                    |
| 27-02-2015 | Hunan TV           | 天天向上                        | Junto a Crayon Pop |
| 26-01-2015 | Mango TV           | 偶像万万岁                      |                    |
| 22-07-2016 | Tencent            | 你正常吗 (Are You Normal)       |                    |
| 18-09-2016 |                    | 隐藏的歌手                      |                    |
| 2016       | Qinghai TV         | 好好学习吧                      |                    |
| -          | Shanxi TV          | 春节晚会 (Spring Festival Gala) |                    |
| -          | The Travel Channel | 美丽俏佳人                      |                    |
| -          | The Travel Channel | 音乐心旅程                      |                    |
| -          | The Travel Channel | 名人厨房                        |                    |
| -          | Dragon TV          | 谁是大擂主                      |                    |
| -          | Dragon TV          | 厨类拔萃                        |                    |
| -          | Dragon TV          | 我知女人心                      |                    |
| -          | Dragon TV          | 东方卫视春晚                    |                    |

## Álbumes

### EP
| Detalles                                                                                        | Pistas |
| ----------------------------------------------------------------------------------------------- | --- |
| 重生 - Lanzamiento: 29-10-2014 - Idioma: Mandarín - Formato: EP                                 | 1. 我能够 2. 那个他.是我 3. 重生 4. 这个夏天 |
| W.Bowen - Lanzamiento: 24-09-2016 (China), 14-10-2016 (Taiwán) - Idioma: Mandarín - Formato: EP | 1. 星空下的秘密(OST Drama "龙日一,你死定了") 2. 我想你永远不会知道(OST Drama "Weapon & Soul") 3. 梦 "Dream" (OST Película Uncontrolled Love) 4. 等雨停停 (OST Drama "Weapon & Soul" y OST Película "Love Song / 恋恋有声") 5. 妈妈的牵挂 |